# Behrang Safari
Behrang Safari (perzsául: بهرنگ صفری) (Teherán, Irán, 1985. február 9. –) svéd labdarúgó, a Lunds SK játékosa. Hátvédként és szélsőként is bevethető. A svéd válogatott tagjaként ott volt a 2012-es Európa-bajnokságon.

## Pályafutása
Safari a Lunds ificsapatában kezdett el futballozni, majd 2001-ben a Malmö FF-hez került, ahol 2004-ben kapta meg első profi szerződését. 2004 júliusában lépett először pályára a bajnokságban. A 2005-ös szezontól kezdve állandó tagja volt a kezdőnek.
2008. június 15-én az FC Baselhez igazolt. Július 23-án, a Grasshoppers ellen debütált. Egy héttel később, az IFK Göteborg ellen az európai porondon is bemutatkozhatott, a Bajnokok Ligája selejtezőjében. Első és egyetlen gólját 2010. február 7-én, a BSC Young Boys ellen szerezte, ezzel 4-0-s sikerhez segítve csapatát. A 2009/10-es szezonban a bajnoki címet és a kupát is megnyerte a bázeliekkel. Egy évvel később újabb bajnoki címet ünnepelhetett.
2011. május 30-án leigazolta az Anderlecht. Július 29-én, az Oud-Heverlee Leuven ellen lépett pályára először új csapatában. 2011. augusztus 18-án, a Bursaspor ellen az Európa-ligában is bemutatkozhatott.

## Válogatott
Safarit 2008 januárjában, egy barátságos tornára hívták be először a svéd válogatottba. A tornán Costa Rica, az Egyesült Államok és Törökország ellen is pályára lépett. 2010. október 12-én, egy Hollandia elleni Eb-selejtezőn komoly hibát követett el, ami után az ellenfél gólt szerzett. Csapata végül 4-1-re kikapott, őt pedig a mérkőzés közben lecserélték. Bekerült a 2012-es Európa-bajnokságon részt vevő svéd keretbe.

## Magánélete
Safari Teheránban, Iránban született, családjával kétéves korában költözött Svédországba. Egy Höganäs nevű kisvárosban telepedtek le, majd három évvel később Lundsba költöztek.

## Sikerei, díjai

### Basel
- Svájci bajnok: 2009/10, 2010/11
- Svájci kupagyőztes: 2010

### Anderlecht
- Belga bajnok: 2011/12

## Fordítás
- Ez a szócikk részben vagy egészben  a   Behrang Safari című angol Wikipédia-szócikk fordításán alapul.  Az eredeti cikk szerkesztőit annak laptörténete sorolja fel. Ez a jelzés csupán a megfogalmazás eredetét és a szerzői jogokat jelzi, nem szolgál a cikkben szereplő információk forrásmegjelöléseként.